# Brasserie Haag
La brasserie Haag est une ancienne brasserie alsacienne installée à Ingwiller dans le Bas-Rhin. Fondée en 1795, elle est fermée en 1972.

## Historique
La brasserie est fondée en 1795 à Ingwiller par Louis-Frédéric Haag.
Elle devient une société anonyme en 1935 et passe sous le contrôle de la brasserie de l'Espérance en 1947.
En 1969, elle rejoint le groupe l'Alsacienne de Brasserie (Albra) aux côtés des brasseries de l'Espérance, Mutzig, de la Perle et Colmar.
La brasserie est définitivement fermée en 1972.